# Hell: The Sequel
Hell: The Sequel (с англ. — «Ад: Продолжение») — дебютный мини-альбом американской рэп-группы Bad Meets Evil, выпущенный 14 июня 2011 года на лейбле Shady Records под дистрибьюторством Interscope Records. Альбом дебютировал на верхней строчке Billboard 200 с проданными 171 000 экземпляров.

## Информация
Дуэт Bad Meets Evil ранее появился на альбоме Eminem’а — The Slim Shady LP в песне «Bad Meets Evil», последней работой группы перед распадом стал сингл под названием «Nuttin’ to Do», выпущенный в 1999 году.

## Запись
Песни «Echo» и «Living Proof» просочились в интернет в ноябре 2010 года.
3 мая был выпущен первый официальный сингл под названием «Fast Lane», продюсеры: Supa Dups и сам Eminem. Особыми отзываются о EP гости с альбома, которыми являются группа Slaughterhouse и певец Bruno Mars. Эти песни были подтверждены после появления новости о выпуске EP:
- «Echo» (совместно с Liz Rodriguez; продюсер DJ Khalil)
- «Living Proof»
- «Fast Lane» (продюсеры Supa Dups и Eminem)

В интервью MTV Royce da 5'9" говорил, что два трека, «Echo» и «Living Proof», не будут присутствовать на EP: «Мы на самом деле сделали 11 записей, две из них утекли в интернет, поэтому на альбоме будет девять треков».
25 мая 2011 года стал известен список композиций.

## Синглы
Первый сингл — «Fast Lane», был выпущен 3 мая 2011 года. Музыкальное видео, режиссёром которого являлся Джеймс Лэрис, было представлено 8 июня 2011 года на официальном сайте группы и на сайте VEVO. Вместе с «Lighters», впервые песня была исполнена на фестивале Bonnaroo Music & Arts Festival 2011. По мнению многих, выступление Bad Meets Evil оказалось «изюминкой» фестиваля.
Второй сингл — «Lighters» был запущен на радио Top 40/Mainstream 5 июля 2011 года. В записи принял участие певец Bruno Mars, исполнивший припев песни. «Lighters» дебютировала на пятой строчке чарта Billboard Hot 100. Режиссёром клипа выступил Рич Ли, который ранее снял клип к синглу «Not Afraid». Клип был предоставлен на VEVO 22 августа 2011 года.

## Оценки критиков
Hell: The Sequel получил положительные оценки от критиков. 411mania дало EP 9,5 из 10 звёзд. По словам рецензента Билла Ваннопа, совместному альбому Kanye West и Jay-Z Watch the Throne будет очень трудно конкурировать с Hell: The Sequel. EP получил оценку B+ от Кайла Андерсона из Entertainment Weekly, оценка была поставлена в основном благодаря тому, как Eminem исполнил песни, называя это «напоминание миру», и что Eminem — один из самых лучших ныне живущих рэперов. Хотя Андерсону мини-альбом не так сильно понравился как Recovery. Андерсон также назвал Royce da 5’9" «лирическим зверем» а редактор журнала XXL Карл Чери дал положительную оценка 4 из 5 звёзд, оценка была поставлена за лирику и за изменение стиля на EP, также он сказал, что «I’m on Everything» «смешной трек, название проверяет каждые наркотики и бренды спиртных напитков», в то время, как «Lighters» назван «типичным порочным лирическим нападением». Allmusic дал альбому 3,5 из 5 звёзд в пользу совершенствованию рэперского образа Ройса. Журнал Billboard также дал положительную оценку, прокомментировав, что «Fast Lane» и «Lighters» были моментами EP. Чад Грисчоу из IGN Entertainment дал альбому оценку в 8 из 10 звёзд. В общей сложности Hell: The Sequel получил 72/100 звёзд.

## Продажи
В первую неделю продано 171 000 экземпляров, таким образом Hell: The Sequel дебютировал на первой строчке чарта Billboard, а за две недели было продано 234 000. В Canadian Albums Chart альбом также дебютировал на 1-й строчке с проданными в первую неделю 21 000 экземпляров. Таким образом, Eminem — первый исполнитель за пять лет, который смог выпустить два альбома, занявших первые места в 12-месячный период: Hell: The Sequel и Recovery. По состоянию на 17 августа 2011 года, продано 444 000 экземпляров в США и 88 950 в Канаде, где альбом уже получил первую платину.

## Список композиций
| №  | Название                                      | Автор(ы) | Продюсер(ы)                          | Длительность |
| -- | --------------------------------------------- | --- | ------------------------------------ | ------------ |
| 1. | «Welcome 2 Hell»                              | М. Мэтерс, Р. Монтгомери, К. Мичита, М. Кроуфорд                                                               | Havoc, Magnedo7 (со.)                | 2:57         |
| 2. | «Fast Lane»                                   | Мэтерс, Монтгомери, Л. Ресто, Д. Чин-Куи, Д. Гилберт, С. Джордан                                               | Supa Dups, Eminem (со.), JG (со.)    | 4:09         |
| 3. | «The Reunion»                                 | Мэтерс, Монтгомери, Ресто, Д. Чавес, Т. Грэхэм, А. Янг, М. Батсон, Д. Паркер, Т. Лоуренс, М. Элизондо, Ш. Крус | Sid Roams, Eminem (со.)              | 4:50         |
| 4. | «Above the Law»                               | Мэтерс, Монтгомери, Д. Портер, Т. Джексон, К. Хэддон-Джексон, Д. Уильямс, П. Зора                              | Mr. Porter                           | 3:29         |
| 5. | «I’m on Everything» (при участии Майка Эппса) | Мэтерс, Монтгомери, Портер, Джексон                                                                            | Mr. Porter                           | 4:31         |
| 6. | «A Kiss»                                      | Мэтерс, Монтгомери, Ш. Кроуфорд, С. Браун                                                                      | Bangladesh, branNu (доп.)            | 4:34         |
| 7. | «Lighters» (при участии Bruno Mars)           | Мэтерс, Монтгомери, П. Эрнандес, Ф. Лоуренс, А. Левайн, H. Бэттл                                               | Eminem, The SmeeZingtons, Battle Roy | 5:07         |
| 8. | «Take from Me»                                | Мэтерс, Монтгомери, Портер, Джексон, Хэддон-Джексон                                                            | Mr. Porter, 56 (со.)                 | 3:25         |
| 9. | «Loud Noises» (при участии Slaughterhouse)    | Мэтерс, Монтгомери, Д. Бадден, Д. Ортиc, Д. Уиклифф, Портер, Джексон, Ресто                                    | Mr. Porter, Eminem (доп.)            | 4:20         |

Deluxe издание
| №   | Название       | Автор(ы)                                                                           | Продюсер(ы) | Длительность |
| --- | -------------- | ---------------------------------------------------------------------------------- | ----------- | ------------ |
| 10. | «Living Proof» | Мэтерс, Монтгомери, Портер, Джексон, Дж. Браун                                     | Mr. Porter  | 3:55         |
| 11. | «Echo»         | Мэтерс, Монтгомери, Х. Абдул-Рахман, Э. Олкок, Д. Тенненбаум, Л. Родригес, К. Смит | DJ Khalil   | 4:54         |

Примечания:
- со. — сопродюсер, доп. — дополнительный продюсер.

Информация о дополнительных вокалистах:
- в «Fast Lane» припев исполняет Слай Джордан, а продюсеры Дуэйн «Supa Dups» Чин-Куи и Джейсон «JG» Гилберт роль бэк-вокалистов;
- в «Above the Law» и «Take from Me» припев исполняет Кларет Джей;
- в «Echo» припев исполняет Лиз Родригес.

Информация о семплировании:
- «The Reunion» содержит инструментальную вставку из «Bagpipes from Baghdad» Eminem’a;
- «Loud Noises» содержит моменты из фильма «Телеведущий: Легенда о Роне Бургунди»;
- «I’m On Everything» содержит отрывок из комедийного выступления Майка Эппса под названием «Under Rated & Never Faded»;
- «Living Proof» содержит барабанный бит из «Funky Drummer (Parts 1 & 2)» Джеймса Брауна.

## Участники записи
Информация взята из буклета к альбому. Цифры в скобках означают номера композиций.
Альбом был записан и сведён в студии Effigy Studios (Детройт). Дозапись происходила в студиях: Clarus Audio (3), FBT Studios (Детройт; 4-5, 8-10), Isolation Studio (Уэсли-Чепел; 4-5, 7, 9-11), Bangladesh Studios (Атланта; 6), Levcon Studios (Лос-Анджелес; 7), HeadQcourterz Studios Ltd. (Нью-Йорк; 9).
| - Eminem — аудиомонтажёр (все) - Луис Ресто — дополнительный клавишник (1-4, 6-7, 9) - Джейсон «JG» Гилберт — клавишник (2) - Дуэйн «Supa Dups» Чин-Куи — программист ударных (2) - Тони «56» Джексон — клавишник (4-5, 8-10) - Сэм Бобьен — трубач (9) - Мэтт Мартинес — тромбонист (9), бас-тромбонист (9) - Джастин Йозвяк — саксофонист (9) - Дэнни Тэнненбаум — клавишник (11) - Эрик Олкок — гитарист (11) - DJ Khalil — программист ударных (11) - Rahki — дополнительный программист ударных (11) | - Майк Стрейндж — звукоинженер (все), аудиомонтажёр (все) - Джоуи Чавес — звукоинженер (3) - Алекс Мерзин — звукоинженер (4-5, 8-10) - Asar — звукоинженер (4-5, 7, 9-11) - Мак Эткисон — звукоинженер (6) - Ари Левайн — звукоинженер (7) - Parks — звукоинженер (9) - Джо Стрейндж — помощник звукоинженера (все) - Mr. Porter — аудиомонтажёр (4-5, 8-10) |

## Даты выпусков
| Регион         | Дата         | Формат               | Лейбл                             |
| -------------- | ------------ | -------------------- | --------------------------------- |
| Германия       | 13 июня 2011 | CD, digital download | Universal Music                   |
| Великобритания | 13 июня 2011 | CD, digital download | Shady Records, Interscope Records |
| США            | 14 июня 2011 | CD, digital download | Shady Records, Interscope Records |
| Австралия      | 17 июня 2011 | CD, digital download | Universal Music                   |
| Нидерланды     | 17 июня 2011 | CD, digital download | Universal Music                   |

## Позиции в чартах
| Чарт (2011)                           | Высшая позиция |
| ------------------------------------- | -------------- |
| Australian Albums Chart               | 3              |
| Canadian Albums Chart                 | 1              |
| Irish Albums Chart                    | 15             |
| Italian Albums Chart                  | 72             |
| Netherlands Albums Chart              | 25             |
| New Zealand Albums Chart              | 15             |
| Swiss Albums Chart                    | 5              |
| Taiwanese Albums Chart                | 14             |
| UK Albums Chart                       | 7              |
| США Billboard 200                     | 1              |
| США Billboard Tastemaker Albums Chart | 1              |
| США Top R&B/Hip-Hop Albums            | 1              |
| США Top Rap Albums                    | 1              |